# Galatheavalva holothuriae
Galatheavalva holothuriae is een tweekleppigensoort uit de familie van de Galatheavalvidae. De wetenschappelijke naam van de soort is voor het eerst geldig gepubliceerd in 1970 door Knudsen.